# María de Soria-Santacruz
María de Soria-Santacruz Pich (Barcelona, 1986) es una ingeniera aeronáutica española. Especializada en la interacción entre la radiación espacial y los vehículos no tripulados, forma parte del equipo de la misión Psyche, dedicada al estudio de un asteroide metálico en el cinturón principal del sistema solar.

## Trayectoria
Se licenció en ingeniería aeronáutica en la Universidad Politécnica de Cataluña (UPC) en 2009. Durante su etapa universitaria, colaboró como becaria en la empresa tecnológica GMV. Realizó estudios de posgrado en el Instituto de Tecnología de Massachusetts (MIT) en Estados Unidos, donde realizó el doctorado en Aeronáutica y Astronáutica en 2014. Su tesis, titulada Controlled precipitation of energetic Van Allen belt protons by electromagnetic ion cyclotron (EMIC) waves : scientific and engineering implications  (Precipitación controlada de protones energéticos del cinturón de Van Allen mediante ondas de ciclotrón de iones electromagnéticos (EMIC): implicaciones científicas y de ingeniería) se centró en estudiar los mecanismos para limpiar las partículas de los Cinturones de Van Allen que pueden dañar satélites y otros sistemas espaciales.
Posteriormente, se trasladó a Los Ángeles para llevar a cabo un posdoctorado en la Universidad de California en Los Ángeles (UCLA), que concluyó a comienzos de 2015. Ese mismo año se incorporó al Laboratorio de Propulsión a Reacción (JPL, por sus siglas en inglés) de la NASA, donde ha trabajado en distintas misiones espaciales desarrollando sistemas capaces de soportar condiciones extremas en el espacio. Desde 2017, ha liderado el equipo técnico responsable de la carga útil científica de la misión Psyche, lanzada en octubre de 2023, que estudiará un asteroide rico en metales situado entre Marte y Júpiter. Entre sus responsabilidades figura el desarrollo del magnetómetro a bordo de la nave, diseñado para estudiar el entorno magnético del asteroide y facilitar su caracterización.
Además, es ingeniera de sistemas principal en la misión Surface Biology and Geology (SBG), cuyo objetivo es observar la biología y geología de la superficie terrestre mediante espectrometría en el rango visible e infrarrojo de onda corta. Su experiencia abarca más de una década de participación en todas las fases de diseño, prueba y validación de misiones espaciales.

## Reconocimientos
En 2010, recibió una beca de posgrado de la Fundación "la Caixa", que le permitió continuar su formación en el Instituto de Tecnología de Massachusetts (MIT) en Estados Unidos, una de las instituciones tecnológicas de referencia en el mundo. Esta beca está destinada a estudiantes con expedientes académicos sobresalientes y tiene como objetivo promover la excelencia y el liderazgo en diversos ámbitos del conocimiento.